# Ontario Lacus
L'Ontario Lacus è un lago di idrocarburi in prossimità del polo sud di Titano, il principale satellite naturale di Saturno.
Nelle immagini raccolte dalla sonda Cassini appare come un'area scura sulla superficie più chiara. Già quando ne fu raccolta la prima immagine nel giugno 2005, alcuni ricercatori del team che dirige Cassini ed altri astronomi ritennero che si potesse trattare di un lago. Ma tale affermazione rimase una speculazione. Ad ogni mondo, le fu assegnato questo nome perché presenta forma e dimensioni simili a quelle del lago Ontario in Nord America.
Le osservazioni raccolte dalla missione Cassini nel marzo del 2007 sembrarono confermare la presenza di laghi di idrocarburi su Titano, sebbene la natura di questi laghi sia ancora incerta.
Nel numero di luglio del 2008 della rivista Nature è stato riportato che nuove osservazioni radar hanno confermato la natura lacustre di Ontario Lacus.